# In Lust We Trust
In Lust We Trust är den svenska gruppen The Arks andra studioalbum. Det släpptes 2002. Albumet toppade den svenska albumlistan och nådde 18:e plats i Norge. Två gånger i juli och augusti 2007 lyckades albumet åter ta sig in på listan, då med placeringarna #59 och #60.

## Låtlista
Text och musik av Ola Salo när inget annat anges.
1. "Beauty Is the Beast" - 3:38
2. "Father of a Son" - 3:22
3. "Tell Me This Night is Over" - 5:15
4. "Calleth You, Cometh I" (Ola Salo, Peter Kvint) - 4:32
5. "A Virgin Like You" - 4:31
6. "Interlude" (Lars Ljungberg) - 1:07
7. "Tired of Being an Object?" - 2:43
8. "Disease" - 3:16
9. "Vendelay" - 3:22
10. "2000 Light-Years of Darkness" - 7:02
11. "The Most Radical Thing to Do" - 4:11

- Mellanrummet mellan de två sista spåren innehåller en dold instrumental inledning till "The Most Radical Thing to Do"
- Bakgrungssång av: Helena Josefsson, Gladys del Pilar, Paris Gilbert, Pelle Ankarberg och Sara Isaksson

## Listplaceringar
| Lista (2002-2003, 2007) | Topplacering |
| ----------------------- | ------------ |
| Norge                   | 18           |
| Sverige                 | 1            |